# 六合乡 (江油市)
六合乡，是中华人民共和国四川省绵阳市江油市曾经下辖的一个乡。2019年12月，撤销六合乡，将其所属行政区域划归枫顺乡管辖。

## 行政区划
六合乡撤销前下辖以下地区：
硫铁社区、龙池村、白果村、吉安村、小池村、六合村、河石村、檬针村和杨家院村。